# Crysis Warhead
Crysis Warhead es un videojuego de disparos en primera persona de ciencia ficción desarrollado por el estudio Crytek Budapest y publicado por Electronic Arts como una expansión independiente de Crysis. Crysis Warhead es un videojuego autónomo y por lo tanto no necesita tener instalado Crysis para ser jugado. Fue publicado el 12 de septiembre de 2008 en Europa y el 16 de septiembre de 2008 en América del Norte.

## Jugabilidad
Crysis Warhead actualiza y redefine la jugabilidad del videojuego original a través de un argumento complementario involucrando a Psycho, uno de los anteriores protagonistas, aliado de Nomad. El juego es una historia paralela que sigue al sargento Michael "Psycho" Sykes, un personaje del Crysis original, mientras este enfrenta sus propias pruebas y desafíos en el otro lado de la isla durante el período de tiempo del primer juego. Incluye armas, vehículos y enemigos nuevos y personalizables, junto con nuevo contenido. También exhibe una nueva, mejorada y optimizada versión de CryEngine 2 y es el primer juego desarrollado por el estudio en Budapest de Crytek.

## Trama
En 2020, se descubre una antigua nave espacial extraterrestre en las islas Lingshan, ocupadas por Corea del Norte, al este de Filipinas. El sargento británico de las SAS Michael "Psycho" Sykes es miembro del equipo Raptor, un escuadrón de soldados de tropas especiales, estadounidenses en su mayoría, equipados con avanzados nanotrajes. Sykes se separa de su equipo tras una redada en un puerto controlado por Corea del Norte. Él es testigo de un buque de guerra de Corea del Norte siendo bombardeado por aviones de combate de la Marina de los EE . UU. Al salir de la orilla, se une a un convoy de vehículos marinos que atraviesa la jungla y la defiende mientras es atacada por soldados norcoreanos. El convoy es destruido y los marines luchan durante la noche. El VTOL que intenta evacuar a los infantes de marina del convoy es destruido, siendo alcanzado por un misil. Psycho se despierta y va en busca de una mejor posición para los Marines supervivientes, pero es atacado por una explosión EMP desde un contenedor que es levantado por un Mi-24 norcoreano. Más tarde, se le asigna una misión para perseguir otro contenedor norcoreano que JSOC cree que contiene una ojiva nuclear. 
A medida que avanza la misión, Psycho se reúne con su amigo, el piloto de combate de la Marina de los EE. UU., Sean O'Neill, quien originalmente iba a tener el lugar de Nomad en el equipo Raptor. Este último lo reemplazó después de reprobar una prueba de evaluación. Psycho, en contra de los deseos de la comandante Emerson, ayuda a O'Neill después de que su jet F-35 es derribado y lo lleva a un VTOL para la evacuación.
Psycho lucha a través de la jungla y las costas contra el ejército norcoreano para rastrear el contenedor y evitar que lo tomen. Después de llegar a un submarino de carga, ve lo que hay dentro. En lugar de una ojiva nuclear, el contenedor alberga una máquina de guerra alienígena que golpea a Psycho con una explosión EMP. Al despertar, es capturado y torturado por los norcoreanos. A medida que el submarino se sumerge, la isla se congela repentinamente mientras los "Exotrajes" alienígenas mecánicos atacan. Psycho persigue al coronel Lee Kim Sun a través de las aguas heladas y los valles y finalmente se encuentra con norcoreanos usando nanotrajes en la isla. Psycho encuentra al Equipo Eagle y juntos continúan la persecución, luchando contra un enorme "Exotraje" andante. El Equipo Eagle se separa de Psycho en una mina, mientras continúa buscando el contenedor. Después de llegar a una estación de tren subterráneo, se le ordena al soldado que suba al tren enemigo que traslada el contenedor. Al emerger del suelo, Psycho lucha contra los soldados norcoreanos y los extraterrestres que intentan recuperar el contenedor, mientras O'Neill lo ayuda.
Psycho recibe la orden de destruir el contenedor si no puede capturarlo. El tren se detiene en un puente que está equipado con explosivos en caso de que necesite hacerlo. Antes de que las fuerzas amigas puedan extraer el contenedor, el coronel Lee llega en helicóptero y usa a un marine estadounidense capturado como rehén para sacar a Psycho del tren y este pierde el detonador mientras lo salva. El marine le ruega a Psycho que lo deje caer para que pueda recuperar el detonador y destruir el contenedor. El coronel Lee logra escapar con el contenedor antes de que los explosivos puedan detonarse. Aunque Psycho sobrevive a la caída, el marine muere.
Acto seguido, el soldado asalta el aeródromo ocupado por Corea del Norte donde el contenedor espera ser sacado de la isla, eliminando numerosas fuerzas terrestres y tanques norcoreanos. O'Neill regresa en un VTOL y lo ayuda a destruir un "Exotraje"  mejorado guiándolo a un avión de carga de la Fuerza Aérea de los EE. UU. estrellado, que transportaba una poderosa arma experimental: el PAX (Cañón acumulador de plasma), lo que le permite luchar contra la ola inicial de atacantes. Cuando los dos están a punto de comenzar a extraer el contenedor, el coronel Lee aparece nuevamente para reclamar el contenedor, sosteniendo a O'Neill a punta de pistola. Lee intenta dispararle a O'Neill, pero este último está protegido por Psycho, que comienza a pelear con Lee cuando O'Neill retoma el control del VTOL con el contenedor. Psycho y Lee comienzan a luchar dentro del VTOL. El británico gana la pelea, derribando a Lee por la parte trasera sobre la pista, dejándolo a merced de una enorme nave alienígena. O'Neill despega con el contenedor, mientras Psycho se relaja en la parte de atrás.
A lo largo del juego, se escuchan clips de audio de cuatro años antes de que se lleve a cabo. Estos clips muestran breves destellos de cómo O'Neill falló en su prueba de evaluación. El clip final revela una breve conversación entre Psycho y Nomad al final de la evaluación exitosa de Nomad. Psycho le pregunta a Nomad si está bien, a lo que Nomad responde "¿Desarmaste la ojiva?" Psycho no responde a la pregunta, sino que le recalca que lo sacará de ahí.

## Nanotraje o nanosuit en warhead
Es el mismo traje visto en el Crysis original, tiene las mismas funciones y modos para hacer el combate más fácil al usuario según la situación actual.
Aquí se muestra que el traje es muy vulnerable a una granada experimental que causa una explosión EMP en un rango de varios metros de alcance, donde el traje resulta inservible hasta que se reinicie por completo, lo cual deja al usuario expuesto a cualquier ataque de armas.

## Desarrollo
Crysis Warhead se anunció el 5 de junio de 2008  y se anunció como un paquete de expansión independiente para Crysis. Crysis Warhead se vende a un precio minorista inferior al recomendado por los juegos normales, aunque el conjunto de características del juego se acerca a las de los juegos de precio completo. 
Los desarrolladores afirmaron que debido a las optimizaciones de CryEngine2, Crysis Warhead funciona mejor que el Crysis original. Al igual que Crysis, Warhead utiliza Microsoft Direct3D para la representación de gráficos. Sin embargo, Crysis Warhead se ve mejor graficamente y funciona mejor que el Crysis original . 
EA anunció que los requisitos mínimos del juego son casi idénticos a los requisitos mínimos del Crysis original (excepto por la capacidad del disco duro, que ahora es de 15 GB). Sin embargo, las configuraciones "Gamer" y "Entusiasta" ("Alta" y "Muy alta", respectivamente, en el Crysis original ) requieren máquinas menos potentes que antes (como IGN confirmó en su revisión), lo que permite al usuario ejecutar el
" Entusiasta "en el modo DirectX 9 (y en Windows XP). 

## Recepción
Crysis Warhead ha recibido críticas positivas. La mayoría de los críticos elogiaron las mejoras sobre el Crysis en áreas como la optimización gráfica, la IA y el modo de juego, citando la crítica sobre la escasez y lejanía de las batallas del original. El nuevo protagonista, Psycho, también fue recibido mejor que el menos desarrollado Nomad. Además, el modernizado modo mulitjugador Crysis Wars fue elogiado por agregar un modo de combate en equipos con el que el juego original no contaba.
Crysis Warhead fue presentado por Electronic Arts en el E3 2008 donde ganó dos premios "Best of E3" ("Lo mejor del E3"): uno por "Mejor disparos en primera persona" y otro por "Mejor tecnología de gráficos".

## Niveles
- Call me Ishmael ("Llámame Ishmael")
- Shore leave ("Permiso para bajar a tierra")
- Adapt or Perish ("Adaptarse o Perecer")
- Frozen Paradise ("Paraíso congelado")
- Bellow the Thunder ("Bajo el trueno")
- From hell's heart ("Del corazón del infierno")
- All the fury ("Toda la furia")

## Requerimientos de sistema
Mínimos
- Microsoft Windows XP o Microsoft Windows Vista
- Procesador de 2.8Ghz o superior para XP; 3.2Ghz o superior para Vista
- 1GB de memoria RAM para XP; 1,5GB para Vista
- 7GB de espacio libre en disco duro
- Tarjeta gráfica con 512MB de memoria, NVIDIA GeForce 6800 GT
- Tarjeta de sonido compatible con DirectX 9.0c

Recomendados
- Microsoft Windows XP o Microsoft Windows Vista
- Intel Core 2 Duo @ 2.2 GHz, o AMD Athlon 64 X2 4200+
- 2 GB de memoria RAM
- 7GB de espacio libre en disco duro
- Tarjeta gráfica NVIDIA GeForce 8800 GTX
- Tarjeta de sonido compatible con DirectX 10